# پورتو کابه‌یو
پورتو کابه‌یو (به اسپانیایی: Puerto Cabello) یک بندر در ونزوئلا است که در Puerto Cabello واقع شده‌است. پورتو کابه‌یو ۷۲۹ کیلومتر مربع مساحت و ۲۰۱٫۵۱۱ نفر جمعیت دارد. پورتو کابه‌یو ساحل کارائیبی زیبایی است در مرز اقیانوس اطلس، با ساختمان‌های قرن نوزدهمی به سبک اسپانیایی و مدیترانه‌ای و آفتابی داغ و سوزان که کمی کمتر از دویست هزار نفر جمعیت دارد. این بندر نقش مهمی در تاریخ ونزوئلا دارد و شاهد حمله دزدان دریایی، قاچاقچیان و حتی نبرد دریایی بوده است.

## تاریخچه
در آغاز قرن شانزدهم اسپانیایی‌ها به ساحل ونزوئلا رسیدند و اولین پایگاه دائمی خود در آمریکای جنوبی را در این کشور تاسیس کردند. در دوران استعمار اسپانیا از این بندر خوب محافظت می‌شد. بنا به روایت، اسپانیایی‌ها می‌گفتند آبهای این بندر بقدری آرام بوده که قایق را می‌شد با یک تار مو به اسکله بست. بندر نامش را از همین گرفته، کابه‌یو به معنی مو است. در سال ۱۷۹۹ ناوگان بریتانیا با ناوگان اسپانیا مستقر در این بندر درگیر شد و آنها را شکست داد و دستشان را از بندر کوتاه کرد. دوازده سال بعد اولین جمهوری ونزوئلا اعلام موجودیت کرد و سیمون بولیوار که در آن زمان سرهنگ بود مدتی کوتاه فرماندهی این بندر را به عهده گرفت. بولیوار در شورش نیروهای وفادار به اسپانیا مجبور به ترک شهر شد اما دو سال بعد، آخرین پایگاه مهم اسپانیایی‌ها یعنی همین بندر به دست استقلال‌طلبان افتاد.

## اقتصاد
پالایشگاه ال پالیتو در نزدیکی بندر کابه‌یو قرار دارد، یکی از بزرگترین و شلوغ‌ترین بندرهای ونزوئلا و شاهراه صنعت نفت این کشور. اوضاع اقتصادی این بندر با بحرانی شدن تولید نفت در سال‌های اخیر در پالایشگاه ال پالیتو رو به وخامت رفته، بیکاری بسیار است، ابرتورم، تحریم آمریکا و سوء مدیریت، بندر را که به صنعت نفت بسیار وابسته است هر چه فقیرتر کرده و بحران داخلی، درآمد گردشگری را هم خشکانده است. به دلیل عمق آب و امکانات بندری، کابه‌یو یکی از بهترین بندرهای "ینگه دنیا" بود و از آن کاکائو قهوه، پنبه و نیل به اروپا صادر می‌شد.